# Ренкенберге
Ренкенберге (нім. Renkenberge) — громада в Німеччині, розташована в землі Нижня Саксонія. Входить до складу району Емсланд. Складова частина об'єднання громад Латен.
Площа — 18,98 км2. Населення становить 685 ос. (станом на 31 грудня 2021).